# Tyńczyk Legnicki
Tyńczyk Legnicki est une localité polonaise de la gmina de Krotoszyce, située dans le powiat de Legnica en voïvodie de Basse-Silésie.